# Brandon Teena
Brandon Teena (Lincoln, 12 dicembre 1972 – Humboldt, 31 dicembre 1993) è stato un cittadino statunitense.
La sua storia ha ispirato il documentario The Brandon Teena Story (1998) ed il film Boys Don't Cry (1999), per il quale Hilary Swank ha ricevuto, nel 2000, il premio Oscar per la miglior attrice protagonista.

## Biografia
Nasce a Lincoln (Nebraska) con il nome di Teena Renae Brandon nel 1972. Suo padre Patrick muore nello stesso anno, per cui Brandon viene cresciuto prima dalla nonna e, dall'età di tre anni, dalla madre JoAnn, insieme alla sorella Tammy. Brandon vive in un ambiente profondamente degradato e sia Tammy sia Brandon per anni vengono violentati da uno zio. Durante l'adolescenza comincia a vestirsi da uomo e a farsi chiamare appunto Brandon Teena.
Nel 1993, dopo alcuni problemi con la legge, si trasferisce a Falls City, nella contea di Richardson, dove stringe amicizia con alcuni abitanti del luogo, ai quali si presenta come uomo. Va ad abitare a casa di Lisa Lambert e conosce così Phillip DeVine, Lana Tisdel, e due ex detenuti, John Lotter e Tom Nissen. Nissen è sposato e ha due figli, mentre Lana Tisdel e John Lotter sono amici sin dall'infanzia e in passato sono stati fidanzati.
Il 15 dicembre 1993 viene arrestato per contraffazione. Lana Tisdel paga la sua cauzione e, andata in carcere, con sorpresa vede che è stato assegnato al reparto femminile. Scopre così che Brandon Teena è in realtà Teena Brandon, biologicamente e legalmente una donna. A una richiesta di spiegazioni, Brandon dice che intende sottoporsi a un intervento per cambiare sesso.
Durante la festa di Natale del 1993, Nissen e Lotter afferrano Brandon e lo costringono a togliersi i pantaloni, mostrando a Lana che Brandon ha una vagina. La festa degenera, per cui Lotter e Nissen, dopo una colluttazione con Brandon, lo costringono a salire su un'auto, dove lo violentano. Infine lo riportano a casa di Nissen.
Brandon, fuggito dalla casa di Nissen, riesce a rifugiarsi a casa di Tisdel. Denuncia l'accaduto alla polizia, la quale però non riesce a incastrare e arrestare i due stupratori. Tom Nissen e John Lotter si recano quindi, il 31 dicembre 1993, a casa di Lisa Lambert in cerca di Brandon e, trovatolo, lo uccidono assieme a DeVine e Lisa Lambert.
Nissen in seguito testimonierà contro Lotter, ottenendo così l'ergastolo. Lotter, invece, viene condannato alla pena di morte.

## Impatto culturale
La vicenda di Brandon ha ispirato il documentario The Brandon Teena Story, diretto da Susan Muska e Gréta Olafsdóttir, e distribuito nel 1998. Nel 1999 è stato realizzato Boys Don't Cry, film diretto da Kimberly Peirce con Hilary Swank nel ruolo di Brandon e con Chloë Sevigny (Lana Tisdel), Peter Sarsgaard (John Lotter) e Brendan Sexton III (Tom Nissen). Per la sua interpretazione Hilary Swank ha ricevuto il Premio Oscar alla miglior attrice nel 2000.